# Ploven - Indstilling og justering
|  | Denne artikel er oprettet af botten Steenthbot ud fra en ekstern database. Den kan derfor have sproglige fejl eller mangler. Denne skabelon kan fjernes efter kontrol af indholdet. |

Ploven - Indstilling og justering er en dansk dokumentarfilm fra 1977.

## Handling
Om hvordan den trefurede plov kan bruges rigtigt og forkert.